# マイケル・ホフマン
マイケル・リン・ホフマン（Michael Lynn Hoffman, 1956年11月30日 - ）は、アメリカ合衆国の映画監督、脚本家、映画プロデューサー。

## 来歴
ハワイ州に生まれアイダホ州で育つ。ボイシ州立大学在籍時にはバスケットボール部に所属する傍ら、学生会長、ローズ奨学生に選ばれている。その後オリオル・カレッジ (オックスフォード大学)で学び、ドラマ制作に興味を抱くようになった。

## 作品
- オックスフォード・ラヴ Privileged (1982) 監督
- おかしなバスジャック Restless Natives (1985) 監督
- プロミスト・ランド/青春の絆 Promised Land (1987) 監督・脚本
- ダルク家の三姉妹 Some Girls (1988) 監督
- ソープディッシュ Soapdish (1991) 監督
- 恋の闇 愛の光 Restoration (1995) 監督
- 素晴らしき日 One Fine Day (1997) 監督
- 真夏の夜の夢 A Midsummer Night's Dream (1999) 監督・脚本・製作
- 卒業の朝 The Emperor's Club (2002) 監督
- ライフ・イズ・ベースボール Game 6 (2005) 監督
- 終着駅 トルストイ最後の旅 The last station (2009) 監督・脚本
- モネ・ゲーム Gambit (2012) 監督
- かけがえのない人 The Best of Me (2014) 監督・脚本